# エゼキエル・フライアーズ
エゼキエル・デイヴィッド・"ゼキ"・フライアーズ（Ezekiel David "Zeki" Fryers, 1992年9月9日 - ）は、イングランド出身のサッカー選手。ポジションはディフェンダー。

## 経歴
2011年9月20日、フットボールリーグカップ3回戦のリーズ・ユナイテッドAFC戦にてトップチームデビューを果たした。マイケル・キャリックと共にセンターバックとして先発出場し、3-0での勝利に貢献した。4回戦のオールダーショット・タウンFC戦では左サイドバックとして出場した。
プレミアリーグデビューはウルヴァーハンプトン・ワンダラーズFC戦で、68分にパトリス・エヴラとの交代出場だった。
2012年夏にマンチェスター・ユナイテッドとの契約を満了しジュピラー・プロ・リーグのスタンダール・リエージュへ移籍したが、2013年冬にはトッテナム・ホットスパーFCへと移籍。半年のギャップはあるものの実質的にはトッテナムがマンチェスターUに育成補償金を支払わずに獲得したこととなり、マンチェスターU監督のアレックス・ファーガソンはトッテナム会長のダニエル・リーヴィを批判しているが、ルール上は問題ない移籍であるとされている。
2014年9月1日、クリスタル・パレスFCに3年契約で移籍した。翌年1月16日、チャンピオンシップのロザラム・ユナイテッドFCに1か月の短期ローンで加入した。
2017年7月、バーンズリーFCに3年契約で移籍。
2019年6月、スウィンドン・タウンFCへ移籍。
2021年9月11日、ストックポート・カウンティFCへ1年契約で移籍。
2022年4月2日、ウェリング・ユナイテッドFCへ移籍。
2022年5月19日、マクルズフィールドFCへ移籍。

## 個人成績
| クラブ                       | シーズン | リーグ | リーグ | FAカップ | FAカップ | リーグカップ | リーグカップ | 国際大会 | 国際大会 | その他 | その他 | 合計 | 合計 |
| クラブ                       | シーズン | 出場   | 得点   | 出場     | 得点     | 出場         | 得点         | 出場     | 得点     | 出場   | 得点   | 出場 | 得点 |
| ---------------------------- | -------- | ------ | ------ | -------- | -------- | ------------ | ------------ | -------- | -------- | ------ | ------ | ---- | ---- |
| マンチェスター・ユナイテッド | 2011-12  | 2      | 0      | 0        | 0        | 3            | 0            | 1        | 0        | 0      | 0      | 6    | 0    |
| スタンダール・リエージュ     | 2012-13  | 7      | 0      | 0        | 0        | –            | –            | –        | –        | –      | –      | 7    | 0    |
| トッテナム・ホットスパー     | 2012-13  | 0      | 0      | 0        | 0        | 0            | 0            | 0        | 0        | 0      | 0      | 0    | 0    |
| トッテナム・ホットスパー     | 2013-14  | 7      | 0      | 0        | 0        | 2            | 0            | 7        | 0        | 0      | 0      | 16   | 0    |

## 代表歴
- U-16 イングランド代表
- U-17 イングランド代表
- U-19 イングランド代表